# Командный чемпионат Европы по лёгкой атлетике 2014
Командный чемпионат Европы по лёгкой атлетике 2014 года прошёл 21—22 июня на стадионе «Айнтрахт» в немецком городе Брауншвейг. Сильнейшие сборные континента участвовали в соревнованиях Суперлиги — главного дивизиона турнира. На протяжении 2 дней участники боролись за командные очки в 40 легкоатлетических дисциплинах.

## Суперлига

### Командное первенство
В Суперлиге 2014 года выступали 12 европейских сборных: первые 9 по итогам чемпионата прошлого года и 3 сильнейших из Первой лиги 2013 года.
Чемпионский титул завоевала сборная Германии, сборная России расположилась следом за хозяевами турнира. Третью строчку заняла сборная Франции, однако после допинговой дисквалификации метателя молота Кантена Биго пропустила на бронзовую позицию команду Польши (первый подиум для этой страны в истории турнира).
| Место | Команда        | Очки  |
| ----- | -------------- | ----- |
| 1     | Германия       | 374   |
| 2     | Россия         | 321,5 |
| 3     | Польша         | 299   |
| 4     | Великобритания | 287,5 |
| 5     | Франция        | 287   |
| 6     | Украина        | 279   |
| 7     | Италия         | 244,5 |
| 8     | Испания        | 226,5 |
| 9     | Швеция         | 217   |
| 10    | Чехия          | 213,5 |
| 11    | Нидерланды     | 207   |
| 12    | Турция         | 130,5 |

### Сильнейшие в отдельных видах — мужчины
Сокращения: WR — мировой рекорд | ER — рекорд Европы | NR — национальный рекорд | CR — рекорд чемпионата

| Дисциплина             | 1-е место                                                                             | 1-е место           | 2-е место                                                                    | 2-е место          | 3-е место                                                                  | 3-е место          |
| ---------------------- | ------------------------------------------------------------------------------------- | ------------------- | ---------------------------------------------------------------------------- | ------------------ | -------------------------------------------------------------------------- | ------------------ |
| 100 м                  | Джимми Вико Франция                                                                   | 10,03 (+0,7 м/с)    | Дэниел Талбот Великобритания                                                 | 10,30 (+0,7 м/с)   | Рамиль Гулиев Турция                                                       | 10,37 (+0,7 м/с)   |
| 200 м                  | Кароль Залевский Польша                                                               | 20,56 (+2,0 м/с)    | Рамиль Гулиев Турция                                                         | 20,57 (+2,0 м/с)   | Джеймс Эллингтон Великобритания                                            | 20,60 (+2,0 м/с)   |
| 400 м                  | Мам-Ибра Анн Франция                                                                  | 45,71               | Павел Ивашко Россия                                                          | 45,95              | Дэниел Од Великобритания                                                   | 46,10              |
| 800 м                  | Тимо Бениц Германия                                                                   | 1.46,24             | Адам Кщот Польша                                                             | 1.46,36            | Джордано Бенедетти Италия                                                  | 1.46,45            |
| 1500 м                 | Якуб Голуша Чехия                                                                     | 3.37,74 CR          | Хомию Тесфайе Германия                                                       | 3.38,10            | Марцин Левандовский Польша                                                 | 3.38,19            |
| 3000 м                 | Рихард Рингер Германия                                                                | 7.50,99 CR          | Якуб Голуша Чехия                                                            | 7.51,43            | Антонио Абадиа Испания                                                     | 7.52,22            |
| 5000 м                 | Арне Габиус Германия                                                                  | 13.55,89            | Хесус Эспанья Испания                                                        | 13.56,00           | Али Кая Турция                                                             | 13.56,64           |
| Эстафета 4×100 м       | Великобритания · Ричард Килти · Харри Эйкинс-Эрьити · Джеймс Эллингтон · Адам Джемили | 38,51               | Германия · Кристиан Блум · Свен Книппхальс · Александр Косенков · Юлиан Ройс | 38,88              | Италия · Массимилиано Ферраро · Эсеоса Десалу · Диего Марани · Дельмас Обу | 39,06              |
| Эстафета 4×400 м       | Франция [a] · Мам-Ибра Анн · Тедди Венель · Марк Маседо · Томас Жордье                | 3.03,05 [a]         | Германия [a] · Мигель Ригау · Камге Габа · Давид Гольнов · Томас Шнайдер     | 3.03,18 [a]        | Великобритания [a] · Эндрю Стил · Рори Эванс · Рабах Юсиф · Джаррид Данн   | 3.03,44 [a]        |
| 110 м с барьерами      | Сергей Шубенков Россия                                                                | 13,20 (+1,0 м/с) CR | Уильям Шарман Великобритания                                                 | 13,21 (+1,0 м/с)   | Паскаль Мартино-Лагард Франция                                             | 13,35 (+1,0 м/с)   |
| 400 м с барьерами      | Денис Кудрявцев Россия                                                                | 49,38               | Сильвио Ширрмайстер Германия                                                 | 49,80              | Ричард Йетс Великобритания                                                 | 50,11              |
| 3000 м с препятствиями | Йоанн Коваль Франция                                                                  | 8.25,50 CR          | Мартин Грау Германия                                                         | 8.29,16            | Николай Чавкин Россия                                                      | 8.30,61            |
| Прыжок в высоту        | Андрей Проценко Украина                                                               | 2,30 м              | Андрей Сильнов Россия                                                        | 2,28 м             | Ярослав Баба Чехия                                                         | 2,26 м             |
| Прыжок с шестом        | Рено Лавиллени Франция                                                                | 5,62 м              | Александр Грипич Россия                                                      | 5,62 м             | не вручалась                                                               |                    |
| Прыжок с шестом        | Рено Лавиллени Франция                                                                | 5,62 м              | Ян Кудличка Чехия                                                            | 5,62 м             | не вручалась                                                               |                    |
| Прыжок в длину         | Кристиан Райф Германия                                                                | 8,13 м (−0,5 м/с)   | Грег Разерфорд Великобритания                                                | 7,99 м (+0,6 м/с)  | Эусебио Касерес Испания                                                    | 7,97 м (+0,2 м/с)  |
| Тройной прыжок         | Алексей Фёдоров Россия                                                                | 16,95 м (+1,0 м/с)  | Фабрицио Донато Италия                                                       | 16,82 м (−1,9 м/с) | Виктор Кузнецов Украина                                                    | 16,63 м (−1,6 м/с) |
| Толкание ядра          | Давид Шторль Германия                                                                 | 21,20 м             | Томаш Маевский Польша                                                        | 20,57 м            | Александр Лесной Россия                                                    | 20,24 м            |
| Метание диска          | Роберт Хартинг Германия                                                               | 67,42 м             | Пётр Малаховский Польша                                                      | 65,35 м            | Виктор Бутенко Россия                                                      | 62,81 м            |
| Метание молота         | Сергей Литвинов Россия                                                                | 76,34 м             | Павел Файдек [b] Польша                                                      | 75,26 м [b]        | Маркус Эссер [b] Германия                                                  | 74,90 м [b]        |
| Метание копья          | Андреас Хофман Германия                                                               | 86,13 м             | Дмитрий Тарабин Россия                                                       | 83,40 м            | Максим Богдан Украина                                                      | 80,93 м            |

a  26 сентября 2017 года Всероссийская федерация лёгкой атлетики сообщила о дисквалификации на 4 года российского бегуна на 400 метров Максима Дылдина. Перепроверка его допинг-проб, взятых на Олимпийских играх 2012 года, дала положительный результат на туринабол. Все результаты спортсмена, показанные после 5 августа 2012 года, были аннулированы, в том числе первое место сборной России (Максим Дылдин, Лев Мосин, Павел Тренихин, Владимир Краснов) в эстафете 4×400 метров на командном чемпионате Европы 2014 года с результатом 3.02,68.

b  27 января 2015 года ИААФ официально объявила о дисквалификации французского метателя молота Кантена Биго. В его допинг-пробе с командного чемпионата Европы 2014 года были обнаружены следы применения метандиенона и станозолола. Спортсмен был отстранён от соревнований на два года, а его результат на этом турнире (второе место, 76,15 м) аннулирован.

### Сильнейшие в отдельных видах — женщины
| Дисциплина             | 1-е место                                                                     | 1-е место            | 2-е место                                                                        | 2-е место          | 3-е место                                                                              | 3-е место            |
| ---------------------- | ----------------------------------------------------------------------------- | -------------------- | -------------------------------------------------------------------------------- | ------------------ | -------------------------------------------------------------------------------------- | -------------------- |
| 100 м                  | Мириам Сумаре Франция                                                         | 11,35 (−0,9 м/с)     | Ямиле Самуэль Нидерланды                                                         | 11,42 (−0,9 м/с)   | Ферена Зайлер Германия                                                                 | 11,45 (−0,9 м/с)     |
| 200 м                  | Дафне Схипперс Нидерланды                                                     | 22,74 (+1,2 м/с)     | Наталья Погребняк Украина                                                        | 23,13 (+1,2 м/с)   | Аника Онуора Великобритания                                                            | 23,24 (+1,2 м/с)     |
| 400 м                  | Алёна Тамкова Россия                                                          | 51,72                | Эстер Кремер Германия                                                            | 52,23              | Ольга Земляк Украина                                                                   | 52,28                |
| 800 м                  | Екатерина Поистогова Россия                                                   | 2.02,65              | Ренель Ламот Франция                                                             | 2.03,36            | Ольга Ляховая Украина                                                                  | 2.03,39              |
| 1500 м                 | Абеба Арегави Швеция                                                          | 4.14,20              | Анна Щагина Россия                                                               | 4.15,04            | Наталия Прищепа Украина                                                                | 4.15,71              |
| 3000 м                 | Сифан Хассан Нидерланды                                                       | 8.45,24 CR           | Елена Коробкина Россия                                                           | 8.51,00            | Нурия Фернандес Испания                                                                | 8.51,54              |
| 5000 м                 | Мераф Бахта Швеция                                                            | 15.36,36             | Джулия Виола [c] Италия                                                          | 15.40,30 [c]       | Ип Вастенбург [c] Нидерланды                                                           | 15.40,74 [c]         |
| Эстафета 4×100 м       | Нидерланды · Наоми Седней · Дафне Схипперс · Тесса ван Схаген · Ямиле Самуэль | 42,95                | Франция · Селин Дистель-Бонне · Айоделе Икуесан · Дженнифер Гале · Стелла Акакпо | 43,19              | Россия · Марина Пантелеева · Наталья Русакова · Елизавета Савлинис · Юлия Чермошанская | 43,45                |
| Эстафета 4×400 м       | Украина · Дарина Приступа · Анна Рыжикова · Кристина Стуй · Ольга Земляк      | 3.27,66              | Германия · Эстер Кремер · Лена Шмидт · Лара Хоффман · Рут София Шпельмайер       | 3.28,34            | Франция · Элеа-Марьяма Диарра · Агнес Рааролаи · Эстель Перроссье · Флория Гей         | 3.28,35              |
| 100 м с барьерами      | Синди Бийо Франция                                                            | 12,66 (+1,8 м/с) CR  | Надин Хильдебранд Германия                                                       | 12,80 (+1,8 м/с)   | Анна Плотицына [d] Украина                                                             | 12,93 [d] (+1,8 м/с) |
| 400 м с барьерами      | Анна Рыжикова Украина                                                         | 55,00                | Эйлид Чайлд Великобритания                                                       | 55,36              | Ирина Давыдова Россия                                                                  | 55,79                |
| 3000 м с препятствиями | Шарлотта Фугберг Швеция                                                       | 9.35,92              | Антье Мёльднер-Шмидт Германия                                                    | 9.40,21            | Катажина Ковальская Польша                                                             | 9.41,78              |
| Прыжок в высоту        | Мария Кучина Россия                                                           | 1,95 м               | Оксана Окунева Украина                                                           | 1,95 м             | Рут Бейтиа Испания                                                                     | 1,90 м               |
| Прыжок в высоту        | Мария Кучина Россия                                                           | 1,95 м               | Оксана Окунева Украина                                                           | 1,95 м             | Камила Лицвинко Польша                                                                 | 1,90 м               |
| Прыжок с шестом        | Анжелика Сидорова Россия                                                      | 4,65 м               | Иржина Птачникова Чехия                                                          | 4,60 м             | Катарина Бауэр Германия                                                                | 4,40 м               |
| Прыжок в длину         | Малайка Михамбо Германия                                                      | 6,90 м (+1,5 м/с) CR | Элуаз Лезюэр Франция                                                             | 6,87 м (+2,3 м/с)  | Эрика Ярдер Швеция                                                                     | 6,67 м (+0,9 м/с)    |
| Тройной прыжок         | Екатерина Конева Россия                                                       | 14,55 м (−0,9 м/с)   | Ольга Саладуха Украина                                                           | 14,33 м (+1,4 м/с) | Дженни Эльбе Германия                                                                  | 14,01 м (+0,6 м/с)   |
| Толкание ядра          | Кристина Шваниц Германия                                                      | 19,43 м              | Ирина Тарасова Россия                                                            | 18,36 м            | Кьяра Роза Италия                                                                      | 17,92 м              |
| Метание диска          | Мелина Робер-Мишон Франция                                                    | 65,51 м              | Шанис Крафт Германия                                                             | 65,07 м            | Екатерина Строкова Россия                                                              | 63,97 м              |
| Метание молота         | Бетти Хайдлер Германия                                                        | 74,63 м              | Йоанна Фёдоров Польша                                                            | 72,23 м            | Софи Хитчон [e] Великобритания                                                         | 69,23 м [e]          |
| Метание копья          | Барбора Шпотакова Чехия                                                       | 65,57 м              | Анна Гацко-Федусова Украина                                                      | 63,01 м            | Линда Шталь Германия                                                                   | 61,58 м              |

c  29 марта 2017 года ИААФ сообщила о дисквалификации на четыре года турецкой бегуньи Гамзе Булут на основании показателей биологического паспорта. Результаты спортсменки с 20 июля 2011 года были аннулированы, в том числе второе место на командном чемпионате Европы 2014 года в беге на 5000 метров с результатом 15.37,70.

d  Результат Юлии Кондаковой из России в беге на 100 метров с барьерами (3-е место, 12,86) был аннулирован 1 февраля 2019 года решением Спортивного арбитражного суда. На основании доклада Макларена и показаний Григория Родченкова был сделан вывод, что спортсменка принимала допинг.

e  19 апреля 2017 года Всероссийская федерация лёгкой атлетики сообщила о дисквалификации на два года метательницы молота Анны Булгаковой. Её допинг-проба, взятая на чемпионате мира 2013 года, дала положительный результат на дегидрохлорметилтестостерон. Результаты спортсменки с 16 августа 2013 года по 15 августа 2015 года были аннулированы, в том числе третье место на командном чемпионате Европы — 2014 с результатом 71,83 м.

## Первая лига
Соревнования в Первой лиге прошли 21—22 июня 2014 года в Таллине, столице Эстонии. В следующий розыгрыш Суперлиги вышли Белоруссия, Норвегия и Финляндия. Вылетели во Вторую лигу Словения и Венгрия.
| Место | Команда    | Очки  |
| ----- | ---------- | ----- |
| 1     | Беларусь   | 302,5 |
| 2     | Норвегия   | 300   |
| 3     | Финляндия  | 290,5 |
| 4     | Румыния    | 281,5 |
| 5     | Греция     | 276,5 |
| 6     | Эстония    | 275,5 |
| 7     | Ирландия   | 253,5 |
| 8     | Португалия | 251,5 |
| 9     | Бельгия    | 251   |
| 10    | Литва      | 227   |
| 11    | Словения   | 209,5 |
| 12    | Венгрия    | 191   |

## Вторая лига
Соревнования во Второй лиге прошли 21—22 июня 2014 года в Риге, столице Латвии. Две лучшие команды турнира, Швейцария и Латвия, заслужили право выступать в Первой лиге в следующем розыгрыше командного чемпионата Европы. В Третью лигу вылетели Словакия и Австрия.
| Место | Команда   | Очки  |
| ----- | --------- | ----- |
| 1     | Швейцария | 210   |
| 2     | Латвия    | 206,5 |
| 3     | Болгария  | 191   |
| 4     | Сербия    | 185   |
| 5     | Дания     | 173   |
| 6     | Хорватия  | 168   |
| 7     | Словакия  | 157,5 |
| 8     | Австрия   | 144   |

## Третья лига
Соревнования в Третьей лиге прошли 21—22 июня 2014 года в Тбилиси, столице Грузии. Повышения в классе добились команды Кипра и Исландии.
| Место | Команда                                                                | Очки  |
| ----- | ---------------------------------------------------------------------- | ----- |
| 1     | Кипр                                                                   | 497,5 |
| 2     | Исландия                                                               | 488   |
| 3     | Израиль                                                                | 470,5 |
| 4     | Молдова                                                                | 442   |
| 5     | Азербайджан                                                            | 361   |
| 6     | Люксембург                                                             | 357   |
| 7     | Грузия                                                                 | 334,5 |
| 8     | Босния и Герцеговина                                                   | 323   |
| 9     | Черногория                                                             | 279   |
| 10    | Мальта                                                                 | 258   |
| 11    | Армения                                                                | 248   |
| 12    | Албания                                                                | 164   |
| 13    | Северная Македония                                                     | 163,5 |
| 14    | Сборная малых государств Европы · Сан-Марино · Гибралтар · Лихтенштейн | 150   |
| 15    | Андорра                                                                | 127   |